# Macna oppositalis
Macna oppositalis är en fjärilsart som beskrevs av Walker 1866. Macna oppositalis ingår i släktet Macna och familjen mott. Inga underarter finns listade i Catalogue of Life.